# Clarkston (Utah)
Clarkston – miasto w Stanach Zjednoczonych, w stanie Utah, w hrabstwie Cache.